# Marc (monnaie)
Pour les articles homonymes, voir Marc et Mark.

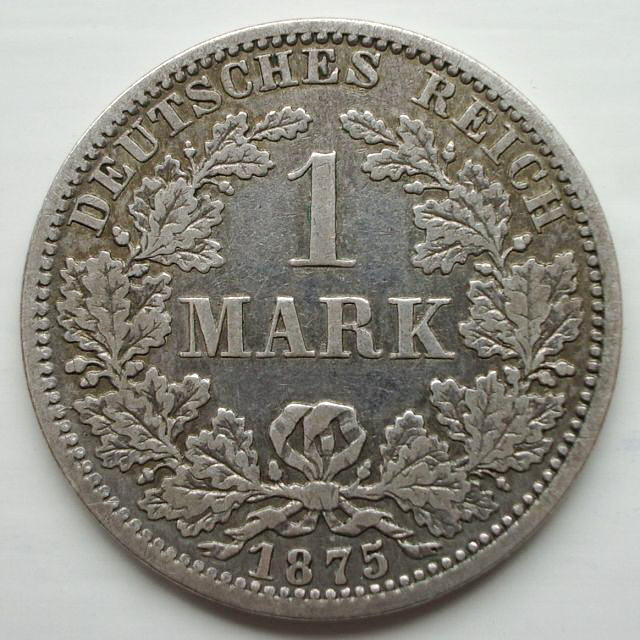
Un marc allemand en 1875

Le marc ou le mark est le nom de diverses monnaies.
C'est sous le règne du roi des Francs Philippe Ier (1060-1108) que l'on prit l'habitude de peser l'or et l'argent à l'aide d'un poids appelé marc. Ce poids pesait 244,752 g et valait 8 onces (françaises) de 30,594 g.
C'est de là que de nombreuses monnaies inclurent dans leur appellation le terme de marc, ou de mark dans les pays germaniques. Ce sont des monnaies métalliques, dont la valeur se définit par rapport à un ou plusieurs métaux. Il s’agit en général de l’or et de l’argent. Chaque pièce frappée contient ainsi une valeur intrinsèque : la valeur de son métal, proche ou égale à sa valeur faciale.
En France, la valeur numéraire de cette monnaie a varié suivant les époques. On peut étudier la valeur du marc d’argent en livres tournois de l'année 1200 à l'année 1789. 
En France, de 1456 à 1461, année de la mort de Charles VII de France, le marc d'or valait cent livres, et le marc d'argent, huit livres quinze sols.
En Angleterre, après la conquête normande, le marc équivalait à 160 pence (deniers), soit 2/3 d'une livre sterling ou encore 13 shillings (sols) et 4 pence (deniers).
Le Goldmark, le Reichsmark, le Deutsche Mark (mark allemand) et le mark finlandais (markka) tirent leur nom de cette ancienne monnaie.

## Unité monétaire actuelle
- Mark convertible (Bosnie-Herzégovine, depuis 1992)

## Unités monétaires obsolètes
- Goldmark (Allemagne, 1871 – 1918)
- Mark de la Nouvelle-Guinée allemande, 1884-1919
- Papiermark (Allemagne, 1919 – 1923)
- Rentenmark (Allemagne, 1923 – 1939)
- Reichsmark (Allemagne, 1924 – 1948)
- Deutschemark (Allemagne de l'Ouest, puis Allemagne, 1948 – 2001)
- Mark est-allemand (zone d'occupation soviétique, puis République démocratique allemande, 1948 – 1990)
- Mark estonien (Estonie, 1919 – 1928)
- Mark finlandais (Finlande, 1860 – 2001)
- Mark hambourgeois (Hambourg, jusqu'en 1873)
- Mark polonais (Pologne, 1917 – 1924)
- Mark sarrois (protectorat de la Sarre, 1945 – 1947)